# Giovanni Menozzi
Pour les articles homonymes, voir Menozzi.
Giovanni Menozzi, né le 28 décembre 1814 à Milan et mort le 8 février 1885 à Pallanza, est un compositeur, professeur et un didacticien italien.

## Biographie
Giovanni Menozzi naît le 28 décembre 1814 à Milan. Il est le fils du peintre Domenico Menozzi.
On lui doit plus de 200 compositions pour le piano, parmi lesquelles une méthode, des études, des sonates, et de nombreuses fantaisies et transcriptions d'opéras. Il forme beaucoup d'élèves et est, entre autres, le maître de la reine Marguerite, épouse du roi Humbert. Il est fixé pendant cinquante ans à Pallanza, où il meurt le 8 février 1885 à l'âge de 70 ans.
Il laisse dans le deuil un fils, Giuseppe Menozzi, qui est un des meilleurs professeurs de piano de Milan.